# Bild-Telegraf
Der Bild-Telegraf war eine österreichische Boulevardzeitung, die im Rahmen des Wiener Zeitungskriegs umkämpft, umbenannt und schließlich eingestellt wurde.
Die Zeitung wurde am 3. April 1954 von drei Vertretern lokaler österreichischer Tageszeitungen gegründet. Sie sollte ein von Anfang an unabhängiges, bundesweit erscheinendes Konkurrenzblatt zur Wiener Boulevardzeitung Kurier (damals: Neuer Kurier) darstellen. Die Gründer waren Gustav Canaval von den Salzburger Nachrichten, Hans Behrmann von den  Oberösterreichischen Nachrichten sowie Joseph Moser von der Tiroler Tageszeitung.
Als Chefredakteur wurde Gerd Bacher, der damals 28-jährige Lokalchef der Salzburger Nachrichten, eingesetzt, der bereits als 21-Jähriger bei der Gründung der Salzburger Volkszeitung beteiligt war.
Die Zeitung machte dem Neuen Kurier von Ludwig Polsterer tatsächlich bald große Konkurrenz. Wegen des gegenseitigen Konkurrenzkampfes standen beide Zeitungen Mitte der 1950er Jahre finanziell sehr schlecht da. 
Ab 1955 wurde die Zeitung im renommierten Wiener Pressehaus am Fleischmarkt gedruckt, das damals der Zeitungsmacher Fritz Molden (Die Presse) gepachtet hatte. In den Druckereivertrag wurde eine folgenreiche Klausel eingebaut: Sobald die Schulden des Bild-Telegrafen bei Fritz Molden zwei Millionen Schilling übersteigen, darf Molden eine „ähnliche Zeitung“ herausgeben.
Am 12. März 1958 war es bereits soweit. Fritz Molden brachte einen Konkursantrag gegen die Zeitung ein und übernahm die gesamte Redaktion des Bild-Telegrafen, um mit ihr die Zeitung Bildtelegramm herauszugeben, die dem Bild-Telegrafen äußerlich und inhaltlich komplett glich.
Daraufhin erschien die Zeitung Bild-Telegraf einige Tage lang nicht. Der Geschäftsführer Hans Behrmann führte schließlich mit Kurier-Chef Ludwig Polsterer und Unterstützung des Landesparteiobmanns der Österreichischen Volkspartei (ÖVP), Fritz Polcar, die Zeitung weiter. Sie wurde ab  dem 17. März 1958 von der Redaktionsmannschaft des Kurier unter Chefredakteur Hans Dichand produziert.
Mit Schlagzeilen wie Ein Skandal ohne Beispiel – Bild-Telegraf gestohlen! Ab heute sind wir wieder da! (17. März 1958) versuchte man, den Gegner zu diskreditieren und seine eigene Position am Markt wieder zu behaupten. 
Das Redaktionsteam schaffte es noch bis 23. Juli 1958, zwei Zeitungen auf einmal zu produzieren. Dann stellte der Bild-Telegraf sein Erscheinen ersatzlos ein.